# Batalla de Pliska
La batalla de Pliska o batalla del pas de Vàrbitsa, búlgar: битката при Върбишкия проход, va tenir lloc el 26 de juliol del 811, entre les tropes búlgares, liderades pel kan Krum, i l'Imperi Romà d'Orient.

## Campanyes inicials
Quan Nicèfor I es va convertir en emperador el 802, planejava reincorporar el territori búlgar a l'imperi. En 807 es va endegar una campanya, però només va arribar a Adrianòpolis i no va aconseguir res a causa d'una conspiració a la seva capital. Aquest intent d'atac va ocasionar que el kan búlgar Krum dugués a terme operacions militars contra l'Imperi Romà d'Orient. L'objectiu principal era una expansió al sud i sud-oest. A l'any següent, un exèrcit búlgar va fer una incursió a la vall de l'Estrímon i va derrotar els romans d'Orient. Les tropes búlgares es van apoderar d'una gran quantitat d'or i van matar molts soldats enemics, incloent tots els estrategs i la majoria dels comandants. El 809, les tropes del kan van assetjar la fortalesa de Sàrdica, es van apoderar de la ciutat i van matar-ne tota la guarnició de 6.000 homes.

## Preparatius per a la invasió
En 811, l'emperador romà d'Orient va organitzar una gran campanya per conquistar Bulgària. Va aplegar un exèrcit enorme dels temes anatòlics i europeus, i la guàrdia imperial (els tagmes); se'ls van unir un nombre de tropes irregulars, que esperaven una ràpida victòria i pillatge. Se suposava que la conquesta seria fàcil i la majoria dels oficials d'alt rang i aristòcrates el van acompanyar, incloent-hi el seu fill Estauraci i el seu gendre Miquel I Rangabé. Tot l'exèrcit estava format per uns 80.000 soldats.

## Saqueig de Pliska
L'exèrcit es va aplegar al maig i el 10 de juliol s'havia establert un campament en la fortalesa de Marcel·les (actual Karnobat) prop de la frontera búlgara. Nicèfor es va proposar confondre'ls i durant els següents deu dies va endegar diversos atacs per fer-los retrocedir.
Krum va avaluar la situació i va estimar que no podia rebutjar l'enemic i la pau que oferia l'altiu Nicèfor va ser rebutjada. Teófanes va escriure que l'emperador, «va ser dissuadit dels seus propis mals pensaments i els suggeriments dels seus consellers que pensaven com ell». Alguns dels seus caps militars consideraven la invasió de Bulgària molt imprudent i massa arriscada, però Nicèfor estava convençut del seu èxit final.
Al juny va envair les terres búlgares i va marxar a través dels passos dels Balcans cap a la capital Pliska. El 20 de juliol Nicèfor va dividir l'exèrcit en tres columnes, cadascuna va marxar per una ruta diferent cap a Pliska. Es va trobar amb poca resistència i en tres dies va arribar a la capital, on els romans d'Orient es van trobar amb un exèrcit de 12.000 soldats d'elit que protegien la fortalesa. Els búlgars van ser derrotats i la major part d'ells van morir. Un altre exèrcit reunit de 50 000 soldats va patir un destí similar. El 23 de juliol els romans d'Orient van capturar ràpidament la indefensa capital. La ciutat va ser saquejada i es va destruir el camp. El kan Krum va intentar, un cop més, més negociar la pau. Segons l'historiador Teòfanes, la proclamació de Krum va ser «Sou aquí, heu vençut. Agafeu el que vulgueu i marxeu en pau». Nicèfor, amb excés de confiança pel seu èxit, no li va fer cas, ja que creia que Bulgària estava completament derrotada i conquistada.
Miquel, el patriarca sirià, dels jacobites sirians al segle xii, va descriure en la seva Crònica les brutalitats i atrocitats de l'emperador romà Nicèfor. «Nicèfor, emperador dels romans, va entrar a la terra dels búlgars: els va vèncer i va matar a molts d'ells. Va arribar fins a la seva capital, la va envair i la va devastar. El seu salvatgisme va arribar fins a tal punt que va ordenar emportar-se els nens petits, lligar-los a terra i fer passar sobre ells pedres de moldre gra per triturar-los.» Els soldats romans d'Orient van saquejar i van robar; van cremar els camps sense collir, van tallar els tendons dels bous, van escorxar ovelles i porcs. L'emperador es va fer càrrec del tresor de Krum, el va tancar a pany i forrellat, i no va permetre a les seves tropes que hi arribessin.

## Batalla
Mentre Nicèfor I i el seu exèrcit estaven ocupats saquejant la capital búlgara, Krum va mobilitzar el seu poble (incloent dones i mercenaris àvars) per parar paranys i emboscades als passos de muntanya. Al principi, la intenció de Nicèfor era marxar a través de Mèsia i arribar a Sàrdica abans de tornar a Constantinoble, però les notícies d'aquests preparatius per a una batalla van canviar la seva decisió i va escollir el camí més curt a la seva capital. El 25 de juliol l'exèrcit va entrar en el pas de Vàrbitsa, però el camí estava bloquejat amb gruixuts murs de fusta i els destacaments de Krum observaven des de les altures. L'emperador va entrar en pànic per la situació i va declarar en repetides ocasions als seus companys «Fins i tot si haguéssim tingut ales no podríem haver escapat del perill». Abans que no poguessin retirar-se, els búlgars també bloquejaren l'entrada de la vall.
Nicèfor, incapaç d'enfrontar-se atacant una de les palissades, simplement va establir campament, malgrat els dubtes dels seus generals. A la tercera nit, la moral romana d'Orient fes va trencar, mentre les tropes búlgars colpejaven els seus escuts i se'n burlaven.
Aquella nit els búlgars van reunir les seves tropes i van estrènyer el cercle al voltant de l'enemic atrapat. A la matinada es van apressar i van començar a matar els romans d'Orient, que estaven presos pel pànic i totalment confosos. Els tagmata van ser els primers a atacar. Els romans d'Orient van resistir infructuosament durant un breu període i van morir. Després de veure el destí dels seus camarades, les següents unitats es van escapar immediatament.

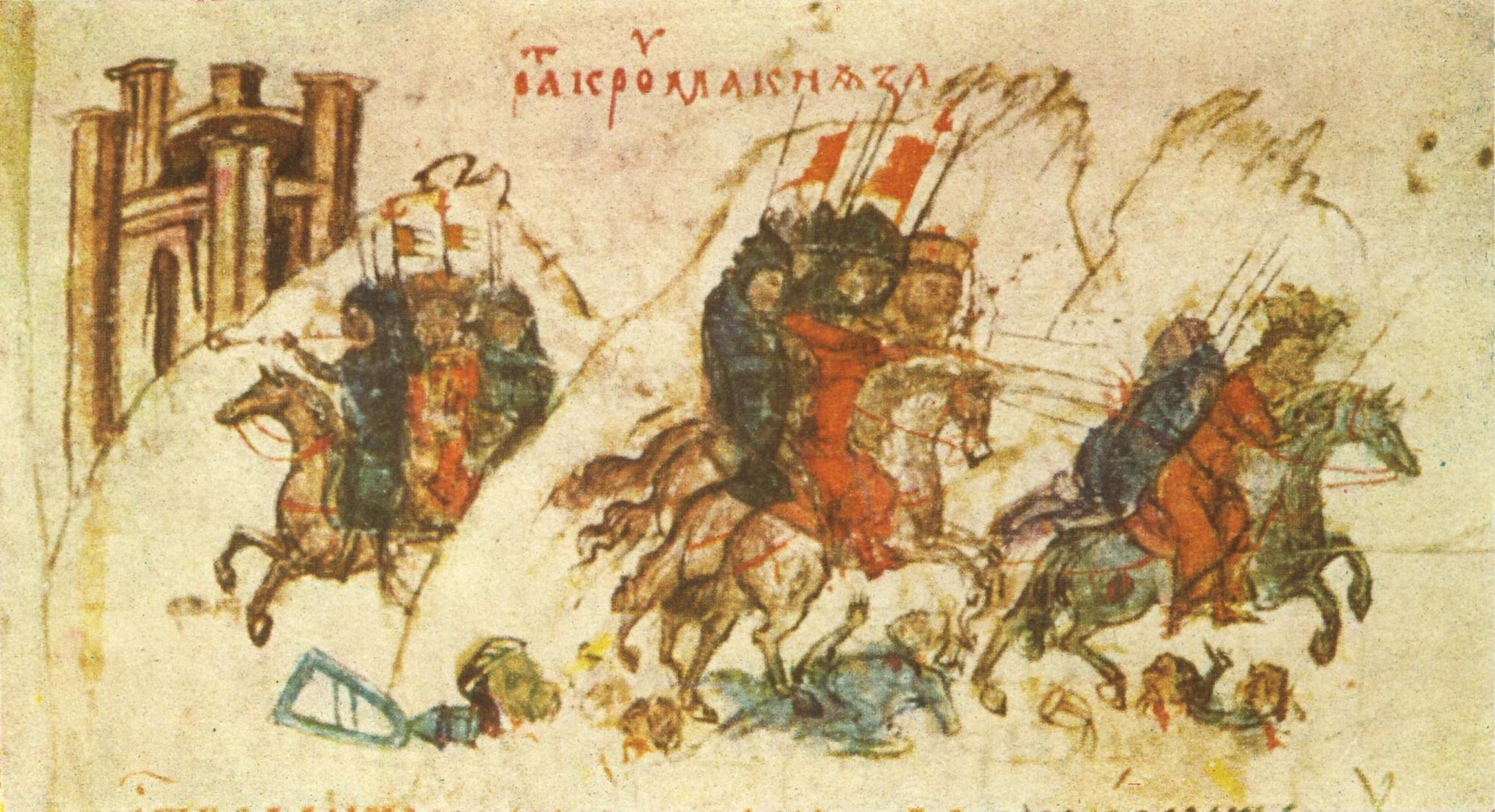
L'exèrcit del kan Krum persegueix i fereix el fill i successor de Nicèfor I, Estauraci (miniatura de la Crònica de Manassès)

En el seu camí cap al sud, les forces romanes d'Orient es van topar amb un riu fangós i difícil de travessar. Com que no podien trobar un gual amb prou rapidesa, molts romans d'Orient van caure al riu. Els primers es van estancar al fang amb els seus cavalls i van ser trepitjats pels que venien després. El riu estava ple de tants morts que els perseguidors búlgars passaven fàcilment per damunt d'ells i continuaven la persecució. Els que passaven pel riu van arribar al la palissada de fusta, que era alta i gruixuda. Els romans d'Orient van deixar-hi els seus cavalls, van començar a escalar la paret amb les mans i les cames per passar a l'altra banda. Els búlgars havien excavat un fossat profund a la banda de dins, i quan els soldats romans d'Orient travessaren la palissada, van caure de l'alt mur, i es van trencar les extremitats. Alguns d'ells van morir a l'instant, uns altres van coixejar un cert temps, abans de caure a terra i morir de set i de fam. Les tropes romanes d'Orient van cremar la paret en diversos llocs, però a mesura que avançaven per travessar-la, també es ficaven al fossat, juntament amb les parts cremades de la palissada. Gairebé tothom va morir; alguns van ser abatuts per l'espasa, altres es van ofegar al riu o van morir ferits després de caure de la palissada i alguns d'ells van morir cremats. Entre els nobles morts es trobaven els patricis Teodosi Salibaras i Sisinni Trifili; l'estrateg dels exèrcits orientals romans, l'estrateg de Tràcia, així com els comandants dels excubitors i els de la tagma de Vigla.
Només uns pocs van sobreviure a la derrota, però la majoria d'ells va morir poc després d'arribar a les seves llars. La persona més notable morta va ser l'emperador Nicèfor, que segons els historiadors va morir en un femer el dia de la batalla. Estauraci el fill de Nicèfor va ser portat a lloc segur per la guàrdia imperial després de rebre una ferida paralitzant al coll. Segons la tradició, el cos de Nicèfor va ser empalat i exposat durant dies, davant búlgars i captius. Després van seccionar el cap; i la calota descarnada es va cobrir de plata per confeccionar una copa amb la qual, es diu, el kan bevia i brindava en ocasions solemnes, quan la sort estava de la seva part.

## Conseqüències
La derrota va ser la pitjor a la qual s'havia enfrontat l'imperi des de la batalla d' Adrianòpolis més de 400 anys abans. El crani de Nicèfor es va convertir en una copa per a Krum. Estauraci, el nou emperador, havia quedat greument ferit i va ser ineficaç com a emperador, ja que va ser deposat i succeït pel seu cunyat Miquel I Rangabé un mes més tard. Durant els propers dos anys, Krum va ser capaç d'atacar l'imperi a les rodalies de Constantinoble, tot i que mai va ser capaç de prendre la ciutat. Miquel va tractar de recuperar-se de la pèrdua, però va ser derrotat l'any 813 en la batalla de Versinicia; el perill no va passar fins que el mateix Krum va morir el 814.